# Merenra I
Merenra I (Hor Ankhkhau), (o anche Merenrē' I), (... – 2273 a.C.) è stato un faraone appartenente alla VI dinastia egizia.

## Biografia
Riguardo agli anni di regno di Merenra le fonti ci forniscono cifre molto discordanti. Il Canone Reale sembra riportare, secondo la ricostruzione di Alan Gardiner, l'improbabile cifra di 44 anni, mentre Manetone gliene attribuisce solamente sette.
Dal punto di vista archeologico conosciamo, come data più alta, l'anno seguente al quinto computo del bestiame, ossia l'anno dieci di regno.
Tenendo conto che, con molta probabilità, Merenra fu associato al trono con il padre Pepi I per alcuni anni, la maggior parte degli studiosi è propensa ad attribuirgli un regno autonomo di circa cinque anni.
A riprova di quanto detto va rilevato come i monumenti funebri di questo sovrano presentano evidenti tracce di un affrettato completamento, fatto dovuto ad un loro utilizzo ben prima del previsto.
All'interno della sua piramide è stato ritrovato il corpo di un giovane presentante ancora l'acconciatura con ciocca laterale tipica dell'adolescenza. In un primo tempo è stato affermato trattarsi di una sepoltura posteriore non precedente alla XVIII dinastia, ma ora alcuni studiosi tendono a rivedere tale ipotesi.
Se il corpo appartiene veramente a Merenra si tratterebbe della mummia regale più antica giunta fino a noi.

## Liste Reali
| N5 | mr | r · n |

| N5 | mr | r · n |

| N5 | mr | r · n |

| N5 | mr | r · n |

| N5 | mr | r · n |

| N5 | mr | r · n |

| N5 | mr | r · n |

| N5 | mr | r · n |

| N5 | mr | n |

| N5 | mr | n |

| N5 | mr | n |

| N5 | mr | n |

| N5 | mr | n |

| N5 | mr | n |

| N5 | mr | n |

| N5 | mr | n |

| HASH |

| HASH |

| HASH |

| HASH |

| HASH |

| HASH |

| HASH |

| HASH |

## Titolatura reale
| G5 |

| G5 |

| S34 | N28 | G43 |

| S34 | N28 | G43 |

| S34 | N28 | G43 |

| S34 | N28 | G43 |

| S34 | N28 | G43 |

| S34 | N28 | G43 |

| S34 | N28 | G43 |

| S34 | N28 | G43 |

| G16 |

| G16 |

| S34 | N28 | G43 |

| S34 | N28 | G43 |

| G8 |

| G8 |

| G5 · G5 · S12 |

| G5 · G5 · S12 |

| M23 · X1 | L2 · X1 |

| M23 · X1 | L2 · X1 |

| ra | mr | r · n |

| ra | mr | r · n |

| ra | mr | r · n |

| ra | mr | r · n |

| ra | mr | r · n |

| ra | mr | r · n |

| ra | mr | r · n |

| ra | mr | r · n |

| G39 | N5 |

| G39 | N5 |

| G10 | m | V18 | f |

| G10 | m | V18 | f |

| G10 | m | V18 | f |

| G10 | m | V18 | f |

| G10 | m | V18 | f |

| G10 | m | V18 | f |

| G10 | m | V18 | f |

| G10 | m | V18 | f |

## Altre datazioni
| Autore        | Anni di regno         |
| ------------- | --------------------- |
| von Beckerath | 2260 a.C. - 2254 a.C. |
| Malek         | 2242 a.C. - 2237 a.C. |